# اهل‌سنت ایران

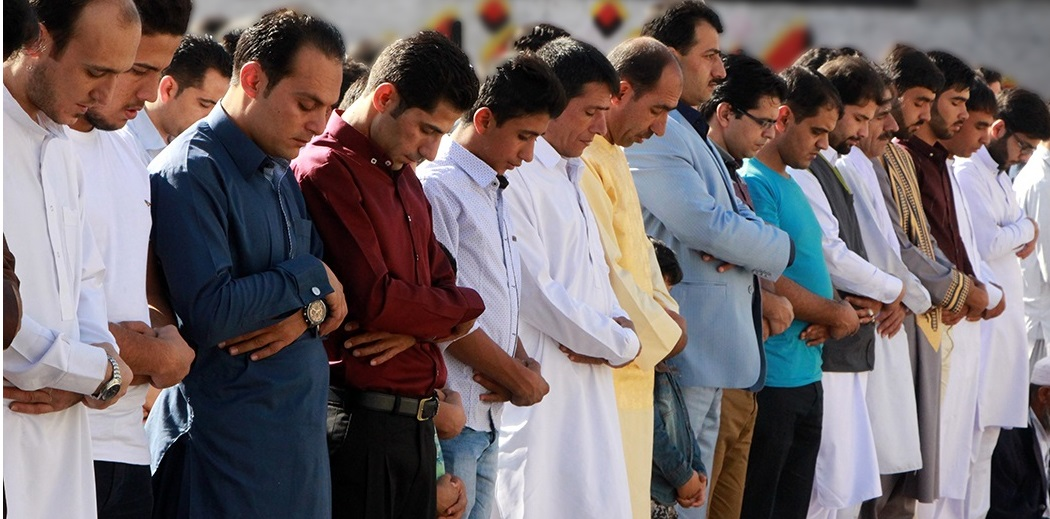
نماز عید فطر، در بیرجند

اهل‌سنت ایران، از نظر جمعیت دومین گروه مذهبی ایران پس از تشیع و بزرگ‌ترین اقلیت مذهبی در ایران هستند. اهل سنت و جماعت در ایران از مکاتب فقهی چهارگانهٔ حنفی، حنبلی، شافعی و مالکی تشکیل می‌شوند. در خصوص جمعیت اهل‌سنت در ایران برآوردهای متفاوتی وجود دارد. طبق آمار دولت ایران، اهل‌سنت حدود ۸ تا ۱۰ درصد از جمعیت ایران را تشکیل می‌دهند. متأثر از همین آمار، وقایع‌نگار جهانیِ سازمان سیا نیز آمار اهل‌سنت را بین ۸ تا ۱۰ درصد از جمعیت کل ایران برآورد کرده است. مولوی عبدالحمید امام جمعهٔ زاهدان نیز جمعیت اهل‌سنتِ ایران را ۲۰ درصد از کل جمعیت کشور بیان می‌کند.

## جمعیت اهل سنت در ایران

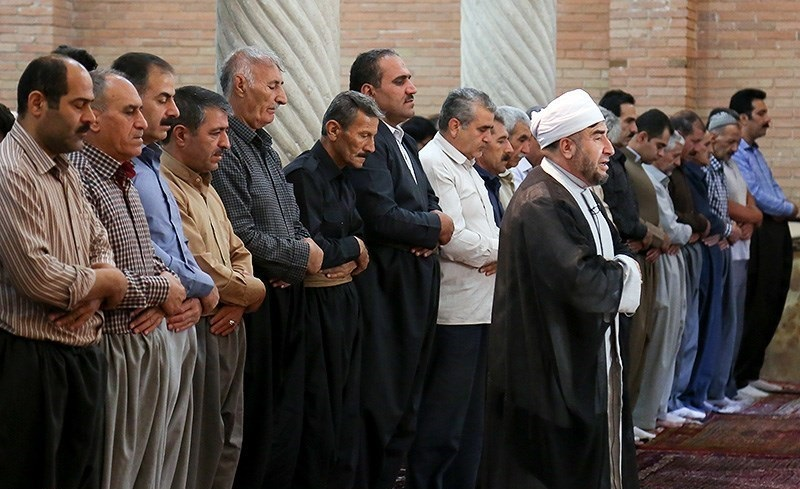
نماز عید فطر، در سنندج

دربارۀ جمعیت اهل سنت و جماعت در ایران، آمارهای رسمی حکومت شیعۀ جمهوری اسلامی از زمان انقلاب ۱۳۵۷ جمعیتشان را معمولاً کمتر یا کمی بیشتر از ۱۰ درصد اعلام می‌کنند. اما بر اساس شواهد زمان پیروزی انقلاب و اوایل آن، می‌توان تخمین نسبتاً دقیقی از جمعیت اهل‌سنت ایران به دست آورد. بر اساس گزارش روزنامۀ کثیرالانتشار اطلاعات در سال ۱۳۵۷، جمعیت کل ایران در آن سال حدود ۳۶ میلیون نفر بوده که از این تعداد، بیش از ۹ میلیون نفر معادل یک‌چهارم جمعیت کشور (۲۵ درصد) اهل‌تسنن بوده‌اند. از طرفی در اوایل انقلاب نیز مولوی عبدالعزیز ملازاده حین سخنرانی در مجلس خبرگان (در شهریور ۱۳۵۸)، جمعیت اهل‌سنت کشور را ۸ تا ۱۰ میلیون نفر یاد کرد. بنابراین اگر همان نسبت ۲۵ درصد را مد نظر قرار دهیم، با توجه به اینکه ایران درحال‌حاضر (۱۴۰۴) بیش از ۹۰ میلیون نفر جمعیت دارد، می‌توان گفت که اهل سنت و جماعت در ایران دست‌کم بیش از ۲۲ میلیون نفر جمعیت دارند. اما از طرفی، با توجه به رشد مثبت و بالای جمعیت اهل‌سنت در مناطق سنی‌نشین ایران که در سال‌های اخیر موجب بروز نگرانی‌هایی از سوی مراجع و نهادهای شیعی شده است، می‌توان تخمین زد که اهل‌سنت ایران دست‌کم بین ۲۵ تا ۳۵ درصد از جمعیت ایران ۹۰ میلیونی را تشکیل می‌دهند و بین ۲۲ تا بیش از ۳۰ میلیون نفر جمعیت دارند. البته این تخمین فقط متوجه مناطق سنی‌نشین ایران است و گرایش به تسنن در میان توده‌های شیعی ایران (مثلاً‌ در خوزستان) که موجب ابراز نگرانی‌هایی از سوی مراجع و نهادهای شیعی شده را شامل نمی‌شود.

## پیشینه و تاریخچه
پس‌از آغازِ حملهٔ اعراب به ایران و فتحِ آن توسط مسلمانان؛ ایرانیان به‌تدریج به اسلام روی آوردند، لذا اسلام دین رسمی دولت‌های ایران شد. اغلب حاکمیات اسلامی قبل از صفویه سنی‌مذهب بودند و اکثریت قاطع جامعه را نیز اهل‌سنت تشکیل می‌دادند و فرق فقهی و غالی تشیع در نقاط پراکنده جمعیت داشت. البته هژمونی و سلطهٔ حکام اهل‌تسنن ایران مانع از حضور شیعیان نبود. شاه اسماعیل مذهب رسمی ایران را شیعه اعلام کرد؛ و لذا در دوران حکومت صفویان، با کشتار مذهبی ایرانیان که توسط بازوی غالی ترکمانان آناتولی تقویت می‌شد، به‌مرور تشیع تغلیب شد ولی صفویان از بسط آن به تمام منطقه و سراسر ایران ناکام ماندند و تسنن در مناطق دور از مرکز قلمرو صفویه با مقاومت مردم ابقا شد؛ لذا صفویان در عین داشتن قدرت سیاسی نتوانستند همهٔ ایرانیان را به‌طور کامل پیرو تشیع کنند. حاکمیت صفویه نیز سرانجام با قیام اهل‌سنت از قندهار و امداد دیگر نقاط سنی‌مذهب ایران به هوتکیان برافتاد.

### پس از انقلاب ۱۳۵۷
بعد از وقوعِ انقلاب ۱۳۵۷ رهبران اهل‌سنت؛ کسانی مانند مولوی عبدالله روانبداحمد مفتی‌زاده، عبدالعزیز ملازاده، مولوی عبدالحمید، عبدالمالک ملازاده، ملا عبدالله محمدی، ناصر سبحانی و برخی دیگر در مناطق سنی‌نشین مانند استان‌های کردستان، کرمانشاه، سیستان و بلوچستان، خراسان و مناطق کردنشین استان آذربایجان غربی تشکیلات و حزب جدیدی به‌نام «شمس» که مخفف «شورای مرکزی سنت» می‌باشد، را تشکیل دادند. اما ۶ ماه بعد این حزب به اتهام حمایت شدن از سوی عربستان سعودی و پاکستان به تعطیلی کشیده شد و رهبران آن‌ها دستگیر و حساب‌های بانکی آن‌ها هم بسته شد و برخی از آن‌ها طی جریان موسوم به «قتل‌های زنجیره‌ای ایران» کشته شدند.

## جغرافیا
در جامعه امروز ایران، اهل سنت پس از شیعیان بزرگ‌ترین گروه مذهبی به‌شمار می‌روند. که به صورت متمرکز یا پراکنده در استان‌های سیستان و بلوچستان، کردستان، کرمانشاه، آذربایجان غربی، خراسان شمالی، خراسان رضوی، و خراسان جنوبی، گلستان، گیلان، اردبیل، هرمزگان، بوشهر، فارس، کرمان، مازندران، آذربایجان شرقی، زنجان، و نیز تهران و البرز مستقر هستند. به‌طور کلی، آمار و ارقام موجود دربارهٔ جمعیت اهل‌سنت ایران، منحصر به جماعات بومی مناطق مختلف است، نه کسانی که سابقاً شیعه بوده و تغییر مذهب داده‌اند؛ مثلاً در استان خوزستان نیز که حداقل از زمان مشعشعیان و صفویان جمعیت عمدهٔ اهل‌سنت بومی نداشته، موجی از گرایش به تسنن شکل گرفته است و جمعیتی از اهل سنت بومی را پدیدآورده است فصلنامه علمی راهبرد اجتماعی فرهنگی در سال ۱۳۹۹ در مقاله‌ای به این موضوع پرداخته است.
در میان مکاتب چهارگانهٔ اهل‌سنت یعنی حنفی، شافعی، حنبلی و مالکی، سه مذهب حنفی و شافعی و به شکلی محدودتر حنبلی دارای پیروانی در گوشه و کنار ایران هستند. حنفی‌ها در استان سیستان و بلوچستان، گلستان و خراسان شمالی، خراسان رضوی و خراسان جنوبی، هرمزگان و در مقیاس کمتری در کرمان، مازندران و اردبیل مستقر هستند. شافعی مذهبان سنی نیز عموما در استان‌های کردستان، آذربایجان غربی، کرمانشاه، گیلان، اردبیل، فارس، بوشهر، هرمزگان و در مقیاس کمتری در آذربایجان شرقی مستقر هستند. در استان زنجان نیز عده‌ای اهل سنت مستقرند که احتمالاً شافعی مذهب‌اند. گروه کمی از ایرانیان سنی‌مذهب هم حنبلی مذهب‌اند که در جنوب کشور مستقر هستند.
- اهل سنت آذربایجان (استان‌های: اردبیل، آذربایجان شرقی، زنجان و مناطق آذری نشین آذربایجان غربی)
- اهل سنت کردستان (استان‌های: کردستان، کرمانشاه و مناطق کردنشین آذربایجان غربی)
- اهل سنت خراسان (استان‌های: خراسان رضوی، خراسان شمالی و خراسان جنوبی)
- اهل سنت جنوب (استان‌های: فارس، هرمزگان و بوشهر)
- اهل سنت بلوچستان (استان‌های: سیستان و بلوچستان و مناطق بلوچ نشین کرمان و هرمزگان و خراسان جنوبی)
- اهل سنت ترکمن صحرا (استان‌های: گلستان، خراسان شمالی و مازندران)
- اهل سنت تالش (استان‌های: اردبیل و گیلان)
- اهل سنت مرکز (استان‌های: تهران و البرز) که اکثراً مهاجر بوده‌اند.

## سرکوب، دستگیری و اعدام

#### جمهوری اسلامی

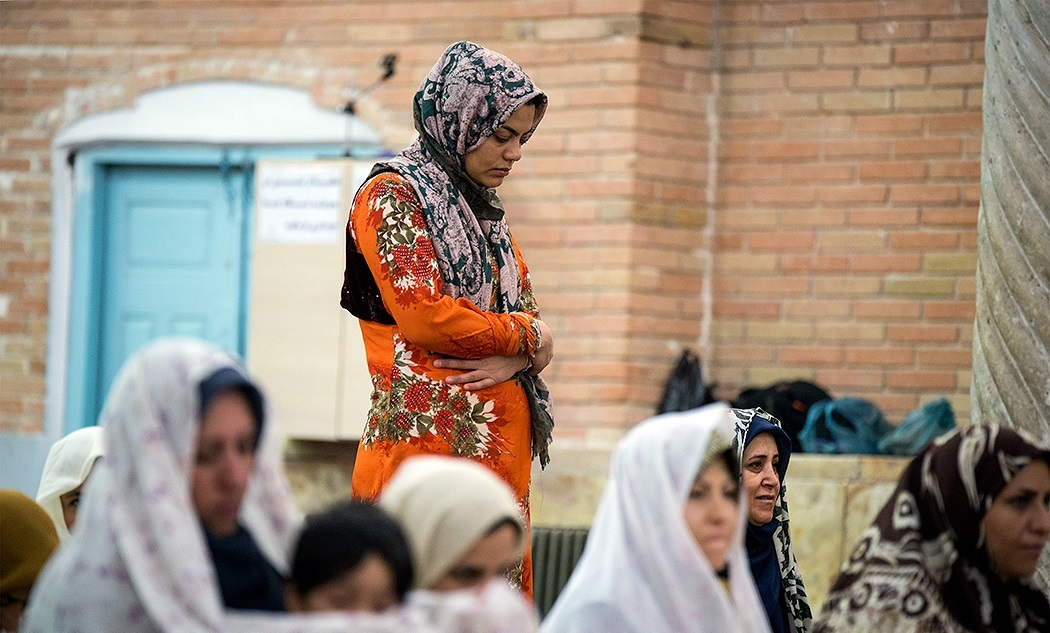
بانوی کُرد در نماز عید فطر، مسجد جامع سنندج

بر اساس گزارش‌های منتشر شده در تاریخ ۲ تیر ۱۳۹۶ دستگیری و بازداشت روحانیون اهل سنت در غرب ایران از سوی دولت ادامه دارد. در این تاریخ عبدالکریم آذرین، محمد خضرنژاد و علی ایوبی روحانیون اهل سنت در این منطقه بازداشت شده‌اند. با اینکه مدت زمان حبس ۶ ماهه رضا عبدی تمام شده مسئولان زندان تبریز او را آزاد نمی‌کنند. نامبرده سال ۱۳۹۴ با فشار اداره اطلاعات ارومیه از امامت مسجد قدس در منطقه اسلام‌آباد ارومیه برکنار شد. گفته شده علت دستگیری او مقاومت وی در مقابل بستن مدرسه دینی اهل سنت صلاح‌الدین ایوبی بوده است.
در تاریخ ۲۲ خرداد ۱۳۹۶ خبر افزایش اعمال سرکوب علیه اقلیت سنی در ایران به دنبال دو تهاجم در تهران منتشر گردید و نگرانی‌ها نسبت به اعدام‌های جمعی در میان زندانیان سنی افزایش یافت در این گزارش‌ها اشاره شده است که بیش از ۲۵ نفر از اهل سنت در زندان رجایی‌شهر به اتهام‌هایی مثل محاربه و افساد در روی زمین در دادگاه اعدام شدند.
طبق گزارش‌های دریافتی در روز ۹ تیر ۱۳۹۶ محمدعلی آفرین امام جمعه شهرستان ویس در خوزستان در خطبه‌های خود به اعتقادات اهل سنت توهین کرد و چون قبلاً سابقه توهین به اعتقادات این مذهب اسلامی را داشته مورد تهاجم یکی از پیروان اهل سنت این شهر قرار گرفت.
حکم اعدام ۷ زندانی سنی مذهب در دیوان عالی کشور تأیید شد و در تاریخ ۱۴ بهمن ۱۳۹۸ به وکیل مدافع آنان ابلاغ شد. اسامی این هفت تن عبارت است از: انور خضری، کامران شیخه، فرهاد سلیمی، قاسم آبسته، خسرو بشارت، ایوب کریمی و داود عبداللهی. یکی از این متهمان به نام خسرو بشارت نوشته است که این عده بعد از تحمل ۱۰ سال شکنجه جسمی و روحی، قربانی سناریوی اداره اطلاعات ارومیه و مهاباد شده‌اند. اتهام آن‌ها «محاربه از طریق وابستگی به جریانات سلفی» اعلام شده است. قاسم آبسته یک‌شنبه ۱۴ آبان ۱۴۰۲، پس از ۱۴ سال حبس، در زندان قزل‌حصار اعدام شد. قاسم آبسته در حبس به سرطان تیروئید مبتلا شد و بارها به نشانه اعتراض دست به اعتصاب غذا زده بود.
پنجشنبه ۷ فروردین ۱۳۹۹، یک روحانی اهل سنت به نام «عبدالرشید ریگی» از اهالی شهرستان «سیب و سوران» واقع در استان سیستان و بلوچستان، توسط نیروهای امنیتی این شهر به دلیل انتقاداتی که در خطبه‌های نماز جمعه مطرح کرده بود، بازداشت شد.

#### موضع‌گیری‌ها
به نوشته خبرگزاری آسوشیتد پرس در ۲۷ اوت سال ۲۰۱۰ پنل مبارزه با نژادپرستی سازمان ملل متحد اعلام کرده که اعراب، کردها و سایر اقلیت‌ها در ایران با «تبعیض مذهبی» مواجه هستند. این کمیته همچنین بیان می‌دارد اقلیت‌ها در جمهوری اسلامی از حقوق مشابه در آزادی بیان، بهداشت و مسکن مانند دیگر گروه‌های مذهبی برخوردار نیستند و از ایران خواست تا انواع تبعیض را پایان داده و اطلاعات واضح‌تری را برای گزارش‌های آینده ارائه کند. شورای حقوق بشر سازمان ملل بیان داشته که اقلیت سنی مانند سایر اقلیت‌ها طبق قانون ایران از پست‌های دولتی مثل وزارت، سفیر، استاندار، شهردار و مانند این‌ها منع شده‌اند. مدارس سنی‌ها و مساجدشان تخریب گردیده است و رهبران اهل تسنن دستگیر و اعدام یا تبعید شده‌اند اخبار تأییدنشده حاکی از آن است که اقلیت سنی در ایران از آزادی مذهب برخوردار نیستند.